# Machipanda
Machipanda é uma localidade fronteiriça de Moçambique e sede de um posto administrativo do distrito de Manica.
Nesta localidade, funcionam dois postos fronteiriços entre Moçambique e o Zimbábue, um rodoviário e outro ferroviário.
A localidade é servida por uma das mais importantes estações ferroviárias do Caminho de Ferro de Machipanda, ligando-a à Mutare (oeste)  e Manica (leste).